# Korengarst 4 (Noordbroek)
De Oldambster boerderij aan de Korengarst 4  nabij de Groningse plaats Noordbroek werd oorspronkelijk omstreeks 1700 gebouwd en is erkend als rijksmonument.

## Beschrijving
De boerderij staat in de buurtschap Korengarst, een zandrug die lag in het eertijds door de Dollard overstroomde deel van Groningen. Waarschijnlijk is de boerderij omstreeks 1700 gebouwd. Of de boerderij toen al het huidige uiterlijk had is niet bekend. De vroegst bekende eigenaars waren Meendert Sybolts en Jantje Klaassens. De laatste verkocht, na het overlijden van haar man, in 1739 de boerderij aan Klaas Jans en Grietje Meertens. Vanaf die tijd is de boerderij in het bezit gebleven van hun afstammelingen, waarbij zonen afgewisseld door schoonzonen het bedrijf voortzetten. De boerderij is van het Oldambster type. Het tegen de schuur geplaatste woonhuis heeft een zadeldak dat steiler helt dan het dak van de schuur. De gevels van het woongedeelte en de voorgevel van de schuur zijn witgepleisterd. De voorgevel aan de westzijde heeft beneden drie zesruitsvensters en in de puntgevel op de verdieping een dubbele rij zoldervensters. De omlijste ingang bevindt zich in de zuidelijke zijgevel. Op de boerderij worden biologische runderen, varkens en kippen gehouden, die ter plaatse worden geslacht in de eigen slagerij.